# 菱百媚
菱百媚（日语：ヒシナタリー），是美國出生的日本純種競馬匹。生涯主要出戰中距離賽事，曾於1996年連續奪得百花盃、小倉紀念、玫瑰錦標及阪神牝馬特別四項分級賽。

## 出賽前
1993年2月16日出生於美國肯塔基州列克星敦Overbook牧場，成長途中被馬主阿部雅一郎購入並引入日本。
其後交由栗東訓練中心練馬師佐山優訓練

## 競賽生涯

### 3歲（現2歲）
1995年11月25日出戰中京競馬場3歲新馬戰，維持於先頭集團下在的路上被皇家鈴鹿及Eishin Concord拉開，最終以第三落敗。
其後再度出戰3歲新馬戰，改用領放戰術展開賽事下雖然於直路初段取得優勢，但隨即被衝出的Eishin Concord超越，最終以第二落敗。

### 4歲（現3歲）
1月5日出戰4歲未勝利戰並改於泥地賽事作賽，比賽初段順利搶佔位置下成功領放，最終於直路上成功壓制同為前置馬的Inter Trust，以頸位優勢取勝得首勝。
2星期後出戰公開賽若駒錦標，本次比賽一反以往前置的風格，穩步進佔中後方位置下於馬群之中等待時機，直至第三、四彎道之間才抽出外檔發力上前。進入直路後，其於先頭約莫第二的位置瞬間透出，不斷衝刺之下亦能跑出全場最快末腳速度，最終彈離對手下以3 1/2馬位優勢取得冠軍。
其後以小妖精錦標作為目標，本次比賽其改回前置策略並維持於第二的位置，進入直路後縱然能超越領放馬建立領先的優勢，但最終仍然未能戰勝衝出的Cheers Dancer以第二落敗。
緊接於3月出戰百花盃，本次比賽其選擇於第六左右的位置展開推進，於比賽途中維持穩定的走勢下於直路上在中檔透出，最終成功壓制前方對手並阻止追擊的Meisho Yaegaki，取得首個分級賽冠軍。
4月以勿忘草賞作為目標，雖然於比賽途中再度以不俗的節奏穩定推進，但於直路上的攻防中未能取得優勢，最終以第二的戰績完賽。
其後以NHK一哩賽作為目標，但未能展現優秀的表現下以第六落敗，6月以白百合錦標作為挑戰亦僅跑獲第六。
7月7日以4歲馬的身份挑戰寶塚紀念，賽前取得第十人氣。比賽開始後，其選擇於中後方位置展開賽事，於對面直路稍微壓制加速的衝動，直至第四彎道亦未有動作。進入直路後，其以不俗的反應於外檔位置衝出，最終爆發末腳下收窄和前方的距離，僅敗於摩耶重炮、Sunday Branch及舞伴爆冷取得第四。
1個月後繼續出戰賽事並以小倉紀念作為目標，比賽初段維持於中團下在對面直路開始加速上前，通過第三、四彎道時候處於第五左右的有利位置。進入直路後，其隨即加速展開衝刺，瞬間超越前方的賽駒下進一步彈離對手，最終以1 1/4馬位取得第二個分級賽冠軍。
稍為休養後於9月以出戰玫瑰錦標，本次比賽初段選擇進佔中團後方位置，但於通過第三彎道後隨即抽出並進行變奏。進入直路後，其於前方位置瞬間衝出，一路加速衝刺之下以2馬位優勢戰勝同樣位置展步的俏佳人取得勝利。
然而其後出戰秋華賞及日本盃未能維持優秀的表現，分別以第十一及第七落敗。
年末其選擇繼續挑戰雌馬限定賽事並出戰阪神牝馬特別，賽前落後Syourinomegami取得第二人氣。比賽開始後，其選擇以後置的方式展開賽事，保持於約莫第十二的位置等待時機，於比賽途中一直維持穩定的節奏，就算主要對手Syourinomegami變奏上前其亦未有理會。進入直路後，其迅速移出外檔位置望空，並展現出優秀的爆發力啟動衝刺，最終成功超越前方所有對手下以頸位優勢取得第四個分級賽冠軍。

### 5歲（現4歲）
1997年4月復出出戰公開賽澳洲盃，然而於比賽途中對騎師河内洋的催策毫無反應，最終以包尾第十七大敗。
賽後，陣營認為其表現有異常，安排其接受詳細檢查後發現為於比賽途中肌腱斷裂，因而選擇退役。

### 詳細賽績
| 日期       | 舉辦國家 | 馬場 | 距離   | 級別 | 賽事名稱     | 負重 | 騎師     | 馬號 | 出馬 | 名次 | 時間   | 頭馬（二馬）       |
| ---------- | -------- | ---- | ------ | ---- | ------------ | ---- | -------- | ---- | ---- | ---- | ------ | ------------------ |
| 25/11/1995 | 日本     | 中京 | 草1800 |      | 3歲新馬      | 53   | 角田晃一 | 10   | 6    | 3    | 1:50.6 | 皇家鈴鹿           |
| 17/12/1995 | 日本     | 中京 | 草2000 |      | 3歲新馬      | 53   | 猿橋重利 | 9    | 6    | 2    | 2:02.5 | Eishin Concord     |
| 5/1/1996   | 日本     | 京都 | 泥1800 |      | 4歲未勝利    | 53   | 角田晃一 | 11   | 11   | 1    | 1:54.5 | （Inter Trust）    |
| 21/1/1996  | 日本     | 京都 | 草2000 | OP   | 若駒錦標     | 53   | 角田晃一 | 10   | 8    | 1    | 2:03.4 | （Zafolia）        |
| 17/2/1996  | 日本     | 京都 | 泥1400 | OP   | 小妖精錦標   | 54   | 角田晃一 | 10   | 8    | 3    | 1:25.4 | Cheers Dancer      |
| 16/3/1996  | 日本     | 中山 | 草1800 | GIII | 百花盃       | 53   | 角田晃一 | 15   | 3    | 1    | 1:50.5 | （Meisho Yaegaki） |
| 7/4/1996   | 日本     | 阪神 | 草2000 | OP   | 勿忘草賞     | 54   | 角田晃一 | 13   | 5    | 2    | 2:01.5 | Nanayo Storm       |
| 12/5/1996  | 日本     | 東京 | 草1600 | GI   | NHK一哩賽    | 55   | 角田晃一 | 18   | 10   | 6    | 1:33.4 | 幸運樹             |
| 9/6/1996   | 日本     | 中京 | 草2000 | OP   | 白百合錦標   | 55   | 角田晃一 | 9    | 5    | 7    | 2:03.9 | Sankyo Shoot       |
| 7/7/1996   | 日本     | 阪神 | 草2200 | GI   | 寶塚紀念     | 52   | 角田晃一 | 13   | 3    | 4    | 2:12.3 | 摩耶重炮           |
| 11/8/1996  | 日本     | 小倉 | 草2000 | GIII | 小倉紀念     | 51   | 角田晃一 | 12   | 11   | 1    | 2:00.7 | （Star Man）       |
| 22/9/1996  | 日本     | 阪神 | 草2000 | GII  | 玫瑰錦標     | 54   | 角田晃一 | 9    | 4    | 1    | 2:02.6 | （俏佳人）         |
| 20/10/1996 | 日本     | 京都 | 草2000 | GI   | 秋華賞       | 55   | 角田晃一 | 18   | 13   | 11   | 2:00.1 | 傳說貂             |
| 24/11/1996 | 日本     | 東京 | 草2400 | GI   | 日本盃       | 53   | 角田晃一 | 15   | 16   | 7    | 2:24.4 | 談唱劇             |
| 15/12/1996 | 日本     | 阪神 | 草1600 | GII  | 阪神牝馬特別 | 53   | 河内洋   | 15   | 13   | 1    | 1:35.1 | （Magic Kiss）     |
| 19/4/1997  | 日本     | 京都 | 草2000 | OP   | 澳洲盃       | 56   | 河内洋   | 17   | 2    | 17   | 2:00.0 | Generalist         |

## 退役後
退役後，菱百媚成為了繁殖雌馬，於北海道靜內町出羽牧場休養，在1998年進行配種。首匹子嗣Hishi Magnum在1999年出生，可於2001年出賽。
2000年，其前往美國休養並於當地進行配種。
2007年返回日本，被送往北海道千歲市社台牧場繼續進行配種。
2012年10月確定受胎失敗後由配種馬退役，前往浦河町中村雅明牧場進行養老生活。

### 詳細繁殖資料
| 數目     | 馬名            | 出生年 | 性別 | 父系             | 練馬師                     | 馬主                           | 戰績                        |
| -------- | --------------- | ------ | ---- | ---------------- | -------------------------- | ------------------------------ | --------------------------- |
| 第一匹   | Hishi Magnum    | 1999   | 雄   | 成田拜仁         | 栗東・佐山優               | 阿部雅一郎                     | 19戰2冠2亞3季（退役）       |
|          | （受胎失敗）    |        |      | 必得時機         | 栗東・佐山優               | 阿部雅一郎                     |                             |
| 第二匹   | Hishi Lucid     | 2001   | 雄   | Rahy             | 栗東・佐山優               | 阿部雅一郎                     | 33戰4冠3亞2季（退役）       |
|          | （未配種）      |        |      |                  | 栗東・佐山優               | 阿部雅一郎                     |                             |
| 第三匹   | Hishi Once More | 2003   | 雌   | Touch Gold       | 栗東・佐山優               | 阿部雅一郎                     | 33戰2冠5亞5季（退役・繁殖） |
| 第四匹   | Hishi Award     | 2004   | 雄   | Unbridled's Song | 栗東・佐山優               | 阿部雅一郎                     | 5戰0冠0亞0季（退役）        |
| 第五匹   | Hishi Diva      | 2005   | 雌   | 靈駒             | 栗東・佐山優               | 阿部雅一郎                     | 3戰0冠0亞0季（退役・繁殖）  |
|          | （未配種）      |        |      |                  |                            |                                |                             |
|          | （未配種）      |        |      |                  |                            |                                |                             |
|          | （受胎失敗）    |        |      | 大震撼           |                            |                                |                             |
| 第六匹   | Hishi Cyclone   | 2009   | 雄   | 大震撼           | 栗東・佐山優 →船橋・林正人 | 阿部雅一郎 →阿部雅英 →小川正男 | 28戰0冠2亞5季（退役）       |
|          | （受胎失敗）    |        |      | 新宇宙           |                            |                                |                             |
| 第七匹   | Eyes of Natalie | 2011   | 雌   | 結伴行           | 栗東・佐佐木晶三           | 阿部雅英                       | （未出戰）                  |
|          | （受胎失敗）    |        |      | 赤兔馬           |                            |                                |                             |
|          | （受胎失敗）    |        |      | 吉兆             |                            |                                |                             |
| 比薩勝駒 | （受胎失敗）    |        |      |                  |                            |                                |                             |
| 梵高藝展 | （受胎失敗）    |        |      |                  |                            |                                |                             |

## 血統簡介
父系西雅圖迴旋爲美國賽駒，生涯戰績極佳，爲美國三冠馬，退役後之配種成績亦非常出色，爲世界著名種馬之一。祖父Bold Reasoning亦爲美國賽駒，生涯戰績不俗，曾勝出八場頭馬。
母系Devil's Sister為美國馬匹，生涯無出賽記錄。外祖父聲稱為美國出生的愛爾蘭賽駒，曾於1977及1978年連霸凱旋門大賽。

### 血統表
| 父線：西雅圖迴旋系（勇者帝王系）                                       |                                 |                |                |
| 種馬 西雅圖迴旋 1974年（深棗色）                                       | Bold Reasoning 1968年（深棗色） | Boldnesian     | 勇者帝王       |
| 種馬 西雅圖迴旋 1974年（深棗色）                                       | Bold Reasoning 1968年（深棗色） | Boldnesian     | Alanesian      |
| 種馬 西雅圖迴旋 1974年（深棗色）                                       | Bold Reasoning 1968年（深棗色） | Reason to Earn | Hail to Reason |
| 種馬 西雅圖迴旋 1974年（深棗色）                                       | Bold Reasoning 1968年（深棗色） | Reason to Earn | Sailing Home   |
| 種馬 西雅圖迴旋 1974年（深棗色）                                       | My Charmer 1969年（棗色）       | Poker          | 圓桌武士       |
| 種馬 西雅圖迴旋 1974年（深棗色）                                       | My Charmer 1969年（棗色）       | Poker          | Glamour        |
| 種馬 西雅圖迴旋 1974年（深棗色）                                       | My Charmer 1969年（棗色）       | Fair Charmer   | Jet Action     |
| 種馬 西雅圖迴旋 1974年（深棗色）                                       | My Charmer 1969年（棗色）       | Fair Charmer   | Myrtle Charm   |
| 繁殖雌馬 Devil's Sister 1983年（棗色）                                 | 聲稱 1974年（棗色）             | Hoist the Flag | Tom Rolfe      |
| 繁殖雌馬 Devil's Sister 1983年（棗色）                                 | 聲稱 1974年（棗色）             | Hoist the Flag | Wavy Navy      |
| 繁殖雌馬 Devil's Sister 1983年（棗色）                                 | 聲稱 1974年（棗色）             | {{{mfm}}}      | {{{mfmf}}}     |
| 繁殖雌馬 Devil's Sister 1983年（棗色）                                 | 聲稱 1974年（棗色）             | {{{mfm}}}      | {{{mfmm}}}     |
| 繁殖雌馬 Devil's Sister 1983年（棗色）                                 | Miss Swapsco 1965年（棗色）     | Cohoes         | Mahmoud        |
| 繁殖雌馬 Devil's Sister 1983年（棗色）                                 | Miss Swapsco 1965年（棗色）     | Cohoes         | Belle of Troy  |
| 繁殖雌馬 Devil's Sister 1983年（棗色）                                 | Miss Swapsco 1965年（棗色）     | Soaring        | Swaps          |
| 繁殖雌馬 Devil's Sister 1983年（棗色）                                 | Miss Swapsco 1965年（棗色）     | Soaring        | Skylarking     |
| 雌系：號族：2-c                                                        |                                 |                |                |
| 五代內近親交配：Princequillo 5×5、Nasrullah 5×5、Striking + Busher 5×5 |                                 |                |                |

## 命名由來
名字中，Hishi（ヒシ）是馬主阿部雅一郎之冠名，出自阿部雅信家族所經營的公司之屋號：「菱雅」，Natalie（ナタリー）既出自西班牙歌手祖利奧·伊格萊西亞斯的同名歌曲，亦是歐美常見女性名字，香港則以「百媚」作為翻譯。

## 外部連結
- 菱百媚 netkeiba.com （页面存档备份，存于）
- 血統表 （页面存档备份，存于）